# 白頸岩鶥
白頸岩鶥（Picathartes gymnocephalus），又名禿頭岩鶥，是分佈在塞拉里昂至加納高海拔的岩鶥科。牠們的上身灰色，頭部黃色，兩側有黑斑。牠們棲息在岩石森林地區。

## 外部連結
- BirdLife Species Factsheet （页面存档备份，存于）